# Игра престолов (8-й сезон)
Восьмой и финальный сезон фэнтезийного драматического сериала «Игра престолов», премьера которого состоялась на канале HBO 14 апреля 2019 года, состоит, в отличие от предыдущих сезонов, из 6 эпизодов. Это связано с нехваткой материала для адаптации в 10-серийном формате, а также из-за того, что бюджет каждой серии 8 сезона выше, чем бюджет серий предыдущих сезонов. Восьмой сезон является третьим сезоном, основанным на черновиках и опередившим книжный цикл «Песнь Льда и Пламени», и в основном повествует о событиях, которые в книжной серии Джорджа Мартина отсутствуют. Восьмой сезон экранизирует черновой вариант второй половины последней книги цикла «Песнь Льда и Огня» под рабочим названием «Грёзы о весне», которая не была завершена Джорджем Мартином до написания сценариев к сериям последнего сезона.
По сравнению с предыдущими, этот сезон получил смешанные отзывы от критиков, отрицательные — от зрителей и самые низкие оценки за эпизоды на сайтах Rotten Tomatoes, Metacritic и IMDb. Критике подверглись упрощённая история, сокращённая продолжительность сезона, а также многие сценарные решения создателей сериала, несмотря на то, что актёрская игра и визуальная часть удостоились похвалы.

## Сюжет
Восьмой сезон является непосредственным продолжением событий, которые произошли в финале 7 сезона. Север принимает Дейенерис Таргариен и драконов, а Королевская Гавань — Золотых мечей. Белые Ходоки движутся к Винтерфеллу.

## Эпизоды
| № общий | № в сезоне | Название                                                  | Режиссёр                    | Автор сценария              | Дата премьеры  | Зрители в США (млн) |
| ------- | ---------- | --------------------------------------------------------- | --------------------------- | --------------------------- | -------------- | ------------------- |
| 68      | 1          | «Винтерфелл» «Winterfell»                                 | Дэвид Наттер                | Дэйв Хилл                   | 14 апреля 2019 | 11,76               |
| 69      | 2          | «Рыцарь Семи Королевств» «A Knight of the Seven Kingdoms» | Дэвид Наттер                | Брайан Когман               | 21 апреля 2019 | 10,29               |
| 70      | 3          | «Долгая Ночь» «The Long Night»                            | Мигель Сапочник             | Дэвид Бениофф и Д. Б. Уайсс | 28 апреля 2019 | 12,02               |
| 71      | 4          | «Последние из Старков» «The Last of the Starks»           | Дэвид Наттер                | Дэвид Бениофф и Д. Б. Уайсс | 5 мая 2019     | 11,80               |
| 72      | 5          | «Колокола» «The Bells»                                    | Мигель Сапочник             | Дэвид Бениофф и Д. Б. Уайсс | 12 мая 2019    | 12,48               |
| 73      | 6          | «Железный Трон» «The Iron Throne»                         | Дэвид Бениофф и Д. Б. Уайсс | Дэвид Бениофф и Д. Б. Уайсс | 19 мая 2019    | 13,61               |

## В ролях

### Основной состав
| - Питер Динклэйдж — Тирион Ланнистер (6 эпизодов) - Николай Костер-Вальдау — Джейме Ланнистер (6 эпизодов) - Лена Хиди — Серсея Ланнистер (4 эпизода) - Кит Харингтон — Джон Сноу (6 эпизодов) - Эмилия Кларк — Дейенерис Таргариен (6 эпизодов) - Софи Тёрнер — Санса Старк (5 эпизодов) - Мэйси Уильямс — Арья Старк (6 эпизодов) - Лиам Каннингем — Давос Сиворт (6 эпизодов) - Натали Эммануэль — Миссандея (4 эпизода) - Альфи Аллен — Теон Грейджой (4 эпизода) - Джон Брэдли — Сэмвелл Тарли (5 эпизодов) | - Айзек Хэмпстед-Райт — Бран Старк (5 эпизодов) - Гвендолин Кристи — Бриенна Тарт (5 эпизодов) - Конлет Хилл — Варис (5 эпизодов) - Рори Макканн — Сандор «Пёс» Клиган (5 эпизодов) - Джером Флинн — Бронн (3 эпизода) - Кристофер Хивью — Тормунд Великанья Смерть (5 эпизодов) - Джо Демпси — Джендри (5 эпизодов) - Джейкоб Андерсон — Серый Червь (6 эпизодов) - Ханна Мюррей — Лилли (3 эпизода) - Иэн Глен — Джорах Мормонт (4 эпизода) - Кэрис ван Хаутен — Мелисандра (1 эпизод) |

### Приглашённые актёры
| На Севере и на Стене: - Ричард Дормер — Берик Дондаррион (4 эпизода) - Бен Кромптон — Эддисон Толлетт (4 эпизода) - Дэниел Портман — Подрик Пейн (5 эпизодов) - Руперт Ванситтарт — Йон Ройс (4 эпизода) - Стаз Наир — Квоно (4 эпизода) - Белла Рамзи — Лианна Мормонт (4 эпизода) - Ричард Райкрофт — мейстер Волкан (4 эпизода) - Меган Паркинсон — Элис Карстарк (3 эпизода) - Гарри Грасби — Нед Амбер (1 эпизод) - Владимир Фурдик — Король Ночи (1 эпизод) - Иэн Уайт — великан-нежить (1 эпизод) - Эндрю МакКлэй — Абердольф Длиннобородый (6 эпизодов) | В Королевской Гавани: - Пилу Асбек — Эурон Грейджой (3 эпизода) - Антон Лессер — Квиберн (3 эпизода) - Хафтор Юлиус Бьёрнссон — Грегор Клиган (3 эпизода) - Джемма Уилан — Яра Грейджой (2 эпизода) - Марк Рисман — Гарри Стрикленд (2 эпизода) - Тобайас Мензис — Эдмур Талли (1 эпизод) - Лино Фасиоль — Робин Аррен (1 эпизод) - Джозефина Гиллан — Марея (1 эпизод) |

## Производство
Продюсеры телесериала Дэвид Бениофф и Дэн Уайсс с самого начала намеревались экранизировать всю серию книг «Песнь Льда и Огня», если канал HBO даст им такую возможность. По их расчётам, материала книг достаточно для создания сериала из 80 часовых серий, или восьми 10-серийных сезонов.
13 марта 2014 года появилась информация о том, что Бениофф и Уайсс знают судьбу почти всех персонажей и планируют завершить сериал седьмым сезоном, однако в июле 2015 года исполнительный продюсер сериала Майкл Ломбардо заявил, что сериал завершится восьмым сезоном. В январе 2016 года в интервью Entertainment Weekly Ломбардо сообщил, что HBO продлит сериал на седьмой и восьмой сезоны, при этом последний восьмой сезон не будет расширен до 12 или 13 серий (как изначально предположил Джордж Р. Р. Мартин, поскольку у третьей, пятой, шестой и седьмой книг цикла ПЛиО больший объём, чем у остальных) или разделён на две части, как другой сериал HBO «Клан Сопрано», а также сериалы AMC «Во все тяжкие» и «Безумцы».
14 апреля 2016 года Бениофф и Уайсс заявили в интервью для Variety, что для последних двух сезонов запланировано всего 13 эпизодов. Поскольку седьмой сезон состоит из 7 эпизодов, 8 сезон будет состоять из 6 эпизодов продолжительностью приблизительно от 54 до 82 минут.
30 июля 2016 года после выхода шестого сезона сериал был официально продлён на последний восьмой сезон.
27 сентября 2017 года источники портала Variety сообщили, что HBO планирует потратить более 15 миллионов долларов на один эпизод. Весь сезон обойдётся HBO примерно в $90-100 миллионов. По стандартам телевидения это огромные расходы, которые сопоставимы с блокбастерами.
1 ноября 2018 года в новом выпуске Entertainment Weekly сообщалось об идее финала, состоящего из трёх полнометражных фильмов, продолжительностью 120 минут каждый, однако руководители канала HBO от данной идеи отказались в пользу сезона из шести серий.
14 ноября 2018 года режиссёр трёх эпизодов финального сезона Дэвид Наттер подтвердил информацию о том, что эпизоды будут с продолжительностью более 60 минут.

### Команда
Команда сценаристов последнего сезона, так же как в пятом, шестом и седьмом сезонах, включает исполнительных продюсеров и шоураннеров Дэвида Бениоффа и Д. Б. Уайсса (эпизоды 3-6), продюсера Брайана Когмана (эпизод 2) и Дэйва Хилла (эпизод 1). В августе 2015 года Джордж Р. Р. Мартин заявил, что скорее всего он больше не напишет ни единого сценария для «Игры престолов» (он писал сценарии в среднем к одной из десяти серий 1-4 сезонов), так как ему нужно сосредоточиться на завершении книжного цикла «Песнь Льда и Пламени». Команда режиссёров восьмого сезона состоит из Дэвида Наттера (эпизоды 1, 2 и 4), Мигеля Сапочника (эпизоды 3 и 5), Дэвида Бениоффа и Д. Б. Уайсса (эпизод 6).

### Сценарий
Бениофф и Уайсс подчёркивали, что не намереваются откладывать последние сезоны телесериала на несколько лет, чтобы писатель Джордж Р. Р. Мартин успел закончить последние книги. На начало 2017 года из планируемых в книжной серии семи романов опубликованы только пять, причём написание последней из них, а именно «Танец с драконами», заняло шесть лет. Писатель сообщил Бениоффу и Уайссу информацию о планируемых сюжетах незаконченных книг и предполагаемой концовке — в том числе на тот случай, если он сам умрёт раньше, чем успеет закончить книжную серию. Продюсеры считают возможным, хотя и нежелательным, что телесериал завершится раньше, чем будет опубликована последняя книга.
В марте 2015 года Дэвид Бениофф и Дэн Уайсс заявили, что пятый сезон является адаптацией последних опубликованных книг цикла «Песнь Льда и Огня», поэтому в телесериале «Игра престолов», начиная с шестого сезона, будут серьёзные отличия от последних книг, однако концовки сюжетных линий в сериале будут примерно те же, что и в последней книге цикла «Песнь Льда и Огня».
Из-за того, что Джордж Р. Р. Мартин не приступил к написанию книги «Грёзы о весне» к 2017 году, последний сезон будет содержать либо оригинальный материал, либо неопубликованный. В соответствии с шестым и седьмым сезонами, восьмой сезон основан на беседах сценаристов с Джорджем Мартином. 19 февраля 2016 года Джордж Мартин сообщил, что материал из книги «Ветра зимы» не будет использован в последнем сезоне сериала.
28 июня 2017 года Дэвид Бениофф и Дэн Уайсс заявили, что написание сценариев к сериям последнего сезона завершено. Актёр Николай Костер-Вальдау недавно поведал о том, что режиссёры дали ему и остальным актёрам самоуничтожающийся сценарий.
18 сентября 2018 года на церемонии «Эмми» Джордж Мартин заявил, что не исключает отличия концовок сериала и книжного цикла.
Из нового выпуска Entertainment Weekly вышедшего в ноябре 2018 года стало известно о том, что после второго сезона сериала Джордж Мартин рассказал Дэвиду Бениоффу и Дэну Уайссу не только о судьбе персонажей, но и о финальной битве между людьми и армией мертвецов.
22 ноября 2018 года Владимир Фурдик (Король Ночи) сообщил о том, что в третьем эпизоде последнего сезона произойдёт масштабная битва.

### Съёмки
Съёмки восьмого сезона начались 23 октября 2017 года. 6 декабря 2017 года Софи Тёрнер (Санса Старк) сообщила, что съёмки восьмого сезона могут завершиться в июне или в июле 2018 года.
25 мая 2016 года стало известно о том, что съёмки седьмого и восьмого сезонов будут проводиться на Канарских островах. Поиск локаций для съёмок последнего сезона начался в феврале 2017 года. 28 декабря 2017 года актёр Бен Кромптон, который в сериале играет главу Чёрного замка Эддисона Толетта сказал, что съёмки 8 сезона приостановлены и продолжатся в следующем году. 17 января 2018 года съёмки продолжились в Белфасте. 8 февраля стало известно что Кит Харингтон был замечен на съёмках в Дубровнике, где как раз снимали сцены Королевской гавани.
8 июня 2018 года появилась информация о том, что съёмки могут завершиться уже в июле 2018 года. 23 июня 2018 года состоялась свадьба Кита Харингтона (Джон Сноу) и Роуз Лесли (Игритт), на которой присутствовали некоторые исполнители главных ролей, уже завершившие съёмки в финальном сезоне. Николай Костер-Валдау (Джейме Ланнистер) заявил в интервью Variety о том, что съёмки сериала ещё не завершены. 6 июля 2018 года Мэйси Уильямс (Арья Старк) подтвердила завершение съёмок финального сезона. 10 июля 2018 года Софи Тёрнер (Санса Старк) также подтвердила завершение съёмок финального сезона.
В ходе съемок 4-го эпизода произошел казус: в кадр попал современный бумажный стаканчик из Старбакса. Как выяснилось позже, виновником ляпа оказался Конлет Хилл, исполнявший роль лорда Вариса — это он забыл свой кофе на столе.

### Кастинг
Актёры, чьи контракты были продлены на 8 сезон 21 июня 2016 года: Питер Динклэйдж (Тирион Ланнистер), Николай Костер-Вальдау (Джейме Ланнистер), Лина Хиди (Серсея Ланнистер), Эмилия Кларк (Дейенерис Таргариен), Кит Харингтон (Джон Сноу). Их зарплата была повышена с $ 300 000 за один эпизод пятого и шестого сезона до $ 500 000 за один эпизод седьмого и восьмого сезона. 18 ноября 2016 года их зарплата была повышена до $1 100 000 за эпизод для седьмого и восьмого сезонов. 25 апреля 2017 года их зарплата была повышена до £2 000 000, то есть до $2 600 000 за эпизод для седьмого и восьмого сезонов.
В финальном сезоне Джейкоб Андерсон (Серый Червь), исполнявший второстепенную роль с третьего сезона, был переведён в основной актёрский состав. Антон Лессер (Квиберн), который с третьего сезона исполнял второстепенную роль, в финальном сезоне получил статус приглашённого актёра, чьё имя в титрах стоит отдельно, но при этом не был включён в основной состав.
Тобайас Мензис (Эдмур Талли), Лино Фасиоль (Робин Аррен) и Джозефина Гиллан (Марея) вернулись в сериал после отсутствия в седьмом сезоне. Марк Рисман в данном сезоне сыграл Гарри Стрикленда, лидера Золотых Мечей.
13 сентября 2017 года канал HBO объявил о начале кастинга актёров для последнего сезона сериала.

### Музыка
В промежутке между второй и третьей серией 8-го сезона, 26 апреля 2019 года, был выпущен альбом-сборник, вдохновленный сериалом под названием For the Throne. Альбом был опубликован лейблом Columbia Records и на нём представлены песни около двадцати исполнителей. Первым синглом с альбома была коллаборация SZA, The Weeknd и Трэвис Скотта, выпущенная вместе с музыкальным клипом 18 апреля 2019 года.

## Релиз
Так как сериал уже давно опередил книжную серию, сценарий для финального сезона писался фактически «с нуля», что несколько затянуло производственный процесс. Вдобавок создатели сериала ждали идеальных климатических условий для съемок; в своё время это привело к тому, что премьера седьмого сезона была отложена на несколько месяцев. Учитывая, что масштаб, а также продолжительность эпизодов восьмого сезона гораздо больше, съемочный процесс занял более 8 месяцев. Съемки последнего сезона закончились в июле 2018 года. Однако, учитывая то, что количество боевых сцен и CGI будет самым большим за всю историю сериала, создание финальных серий заняло больше времени, чем планировалось. Поэтому зрители увидят сезон лишь в начале 2019 года.
25 июля 2018 года президент канала HBO Кейси Блойс сообщил о том, что премьера финального сезона состоится в первой половине 2019 года. Супервайзер спецэффектов «Игры престолов» Джо Бауэр заявил, что восьмой сезон выйдет позже, чем ожидалось. Премьера шестисерийного последнего сезона состоится, скорее всего, в конце мая или в июне 2019 года. Джеймс Хибберд позже заявил, что финальный сезон возможно будет претендовать на премию Эмми 2019 года, а значит показ восьмого сезона в лучшем случае начнётся 21 апреля 2019 года.
13 ноября 2018 года на официальной странице сериала в Twitter было объявлено, что премьера 8-го сезона состоится в апреле 2019 года.

### Маркетинг
27 августа 2018 года канал HBO выпустил ролик, в котором есть первые кадры сезона.
6 декабря 2018 года канал HBO показал первый тизер-трейлер восьмого сезона
13 января 2019 года канал HBO опубликовал новый ролик восьмого сезона с точной датой выхода — 14 апреля 2019 год. Режиссёром данного ролика является Дэвид Наттер. В России последний сезон выйдет 15 апреля 2019 года.
7 января 2019 года канал HBO показал ролик с новыми кадрами восьмого сезона.
7 февраля 2019 года канал HBO показал первые промо-кадры восьмого и заключительного сезона.
24 февраля 2019 года был показан новый ролик от компании НВО новых будущих сериалов, среди которых были и новые кадры из 8 сезона сериала.
28 февраля 2019 года были опубликованы постеры с основными персонажами на Железном Троне.
5 марта 2019 года телеканал HBO опубликовал первый трейлер финального сезона сериала «Игра престолов» на русском языке.
1 апреля 2019 года телеканал HBO опубликовал два промо-ролика в которых были показаны новые кадры финального сезона
2 апреля 2019 года телеканал HBO представил новый тизер 8 сезона сериала «Игра престолов».

## Реакция

### Реакция критиков
На сайте Rotten Tomatoes данный сезон получил рейтинг 52 % на основе 8 отзывов и среднего рейтинга 6.63/10 (24 мая 2019 года на сайте Rotten Tomatoes рейтинг данного сезона был 67 % на основе 627 отзывов и среднего рейтинга 7.48/10), что является низким показателем в сравнении с остальными сезонами. На сайте Metacritic данный сезон получил рейтинг 74 из 100 на основе 12 отзывов.
Первая и вторая серии финального сезона получили в основном положительные отзывы, в то время как оставшиеся четыре серии подверглись критике за слабый сценарий, темп повествования и нелогичное завершение сюжетных линий многих персонажей. Эпизоды «Колокола» и «Железный Трон» на сайте Rotten Tomatoes имеют рейтинг 48 %, что является самым низким рейтингом за всё время сериала.

### Рейтинги
| № | Название                 | Дата показа    | Рейтинг (18—49) | Зрителей (миллионов) | DVR (18—49) | Зрителей DVR (миллионов) | Всего (18—49) | Всего зрителей (миллионов) |
| - | ------------------------ | -------------- | --------------- | -------------------- | ----------- | ------------------------ | ------------- | -------------------------- |
| 1 | «Винтерфелл»             | 14 апреля 2019 | 5,0             | 11,76                | 1,2         | 3,04                     | 6,2           | 14,84                      |
| 2 | «Рыцарь Семи Королевств» | 21 апреля 2019 | 4,4             | 10,29                | 1,3         | 3,58                     | 5,7           | 13,89                      |
| 3 | «Долгая Ночь»            | 28 апреля 2019 | 5,3             | 12,02                | 1,5         | 4,07                     | 6,8           | 16,12                      |
| 4 | «Последние из Старков»   | 5 мая 2019     | 5,1             | 11,80                | 1,2         | 3,33                     | 6,3           | 15,16                      |
| 5 | «Колокола»               | 12 мая 2019    | 5,4             | 12,48                | 1,4         | 3,52                     | 6,8           | 16,03                      |
| 6 | «Железный Трон»          | 19 мая 2019    | 5,8             | 13,61                | 0,8         | 2,20                     | 6,6           | 15,85                      |

### Реакция зрителей
На сайте IMDb «Железный Трон» (рейтинг на сайте составляет 4,0 из 10) является эпизодом с наиболее низким рейтингом во всём сериале, не получившим 5 и выше.
Накануне выхода финальной серии сериала, поклонники составили петицию на сайте Change.org, в которой потребовали от компании HBO переснять 8 сезон. Организатор петиции Дилан Д. говорит: «Дэвид Бениофф и Д. Б. Уайсс доказали, что являются печально некомпетентными авторами, когда у них нет исходного материала (то есть книг), к которому можно было бы обратиться», «Этот сериал заслуживает финального сезона, который имеет смысл». Основой для создания петиции стало множество моментов, которые были не приняты фанатами сериала, в их основной список входит: неспособность разглядеть битву при Винтерфелле, относительно лёгкая смерть Короля Ночи и стремительный разворот Дейенерис к Безумной Королеве с последующим сожжением Королевской Гавани.
По состоянию на 29 ноября 2020 года, петиция собрала более 1,8 миллиона подписей.
Леника Крус из «The Atlantic» написала, что с окончанием сериала «есть люди, которые не чувствуют, что всё это время, которое они посвятили этому шоу, было потрачено впустую», но «есть множество других людей», которые чувствовали обратное. Келли Лоулер из USA Today написала, что окончательная концовка сериала не была тем, на что фанаты «подписывались».
CBS News привели несколько сюжетных моментов, не удовлетворивших фанатов: сюжетные арки Дейенерис и Джейме; смерти Джейме, Миссандеи, Рейегаля и Короля Ночи; слишком тёмная в визуальном плане битва за Винтерфелл; «основное существование» Эурона Грейджоя; и «обращение Джона с Призраком».

### Реакция актёров
В интервью, опубликованном сразу после премьеры последнего сезона, Кит Харингтон сказал: «Какой бы критик ни потратил полчаса на то, чтобы написать об этом сезоне и сделать своё [отрицательное] суждение по этому поводу, у меня в голове они могут пойти на х**. […] Я знаю сколько работы было вложено в это […] Теперь, если люди чувствуют себя разочарованными [этим последним сезоном], мне всё равно, потому что все [кто работал над сериалом] старались изо всех сил. Вот что я чувствую. В конце концов, никто не является большим поклонником шоу, чем мы, и мы вроде как делаем это для себя».
В интервью с «The New Yorker» Эмилия Кларк сказала, что ей пришлось сдерживать свою внутреннюю тревогу от Бейонсе: «Я была такая: „О, мой Бог, мой абсолютный кумир в жизни говорит, что я ей нравлюсь“, и я точно знаю, что к концу этого сезона он меня возненавидит. […] Всё, что я хотела кричать, это: „Пожалуйста, пожалуйста, всё ещё люби меня, даже если мой персонаж превращается в диктатора и массового убийцу! Пожалуйста, продолжай думать, что я представляю женщин действительно потрясающим образом“».
Натали Эммануэль, которая играла Миссандею, была убита горем, когда прочитала о внезапной кончине своей героини: «…Я думаю, тот факт, что она умерла в цепях, при том, что была рабыней всю свою жизнь, было острым разрезом для этого персонажа, чувствовалось очень больно». Эммануэль, оказавшаяся единственной цветной женщиной в основном актёрском составе в течение последних нескольких сезонов, заявила: «Можно с уверенностью сказать, что „Игра престолов“ подвергалась критике за отсутствие репрезентации, и правда в том, что Миссандея и Серый Червь представляли так много людей, потому что их всего двое».
Конлет Хилл, который играл Вариса, сказал «Entertainment Weekly», что седьмой и восьмой сезоны были «отчасти разочаровывающими» и не его «любимыми», отметив, что Варис «вроде как свалился с края». Хилл отреагировал «смятением» на то, что Варис очевидно «потерял свои знания»: «Если он был таким умным человеком, и у него были такие ресурсы, то почему он ничего не знал?» Будучи «расстроенным из-за того, что у него было финальной сцены с [Мизинцем]», Хилл был также «огорчён» тем, что у него не было никакой реакции на смерть [Мизинца], коль скоро он был врагом [Вариса]". Кроме того, когда у сериала закончился книжный материал, Хилл отметил, что «особый нишевый интерес к чудакам перестал быть таким интересным, как раньше». Однако Хилл «в целом не был недоволен» сериалом.
Первоначальная реакция Лины Хиди, которая играет Серсею Ланнистер, на то, как умерла её героиня, была «смешанная». Хиди предпочла бы, чтобы смерть Серсеи наступила от «какого-нибудь ножа или от битвы с кем-нибудь». В конце концов её коллега — актёр Николай Костер-Вальдау объяснил, как надо ценить эту сцену, и она сказала, что её окончательное убеждение заключалось в том, что «это казалось идеальным концом» для Серсеи, так как Серсея и Джейме «пришли в этот мир вместе, и теперь они уходят вместе».

### Награды
Получив 32 номинации на премию «Эмми», «Игра престолов» побила рекорд с наибольшим количеством номинаций, получаемых сериалами за один сезон.
| Награда                                 | Категория                                                                                   | Номинант(ы) | Результат | Прим.   |
| --------------------------------------- | ------------------------------------------------------------------------------------------- | --- | --------- | ------- |
| Прайм-таймовая премия «Эмми»            | Лучший драматический сериал                                                                 | Дэвид Бениофф, Д. Б. Уайсс, Кэролин Штраусс, Бернадетт Колфилд, Фрэнк Дольгер, Дэвид Наттер, Мигель Сапочник, Винс Джерардис, Гаймон Кэсэди, Джордж Р. Р. Мартин, Брайан Когман, Крис Ньюман, Грег Спенс, Лиза Макатакни и Данкан Маггок | Победа    | [ 121 ] |
| Прайм-таймовая премия «Эмми»            | Лучший актёр в драматическом сериале                                                        | Кит Харингтон (за «Железный Трон») | Номинация | [ 121 ] |
| Прайм-таймовая премия «Эмми»            | Лучшая актриса в драматическом сериале                                                      | Эмилия Кларк (за «Последние из Старков») | Номинация | [ 121 ] |
| Прайм-таймовая премия «Эмми»            | Лучший актёр второго плана в драматическом сериале                                          | Альфи Аллен (за «Долгая Ночь») | Номинация | [ 121 ] |
| Прайм-таймовая премия «Эмми»            | Лучший актёр второго плана в драматическом сериале                                          | Николай Костер-Вальдау (за «Колокола») | Номинация | [ 121 ] |
| Прайм-таймовая премия «Эмми»            | Лучший актёр второго плана в драматическом сериале                                          | Питер Динклэйдж (за «Железный Трон») | Победа    | [ 121 ] |
| Прайм-таймовая премия «Эмми»            | Лучшая актриса второго плана в драматическом сериале                                        | Гвендолин Кристи (за «Рыцарь Семи Королевств») | Номинация | [ 121 ] |
| Прайм-таймовая премия «Эмми»            | Лучшая актриса второго плана в драматическом сериале                                        | Лена Хиди (за «Колокола») | Номинация | [ 121 ] |
| Прайм-таймовая премия «Эмми»            | Лучшая актриса второго плана в драматическом сериале                                        | Софи Тёрнер (за «Винтерфелл») | Номинация | [ 121 ] |
| Прайм-таймовая премия «Эмми»            | Лучшая актриса второго плана в драматическом сериале                                        | Мэйси Уильямс (за «Долгая Ночь») | Номинация | [ 121 ] |
| Прайм-таймовая премия «Эмми»            | Лучшая режиссура драматическом сериала                                                      | Дэвид Бениофф и Д. Б. Уайсс (за «Железный Трон») | Номинация | [ 121 ] |
| Прайм-таймовая премия «Эмми»            | Лучшая режиссура драматическом сериала                                                      | Дэвид Наттер (за «Последние из Старков») | Номинация | [ 121 ] |
| Прайм-таймовая премия «Эмми»            | Лучшая режиссура драматическом сериала                                                      | Мигель Сапочник (за «Долгая Ночь») | Номинация | [ 121 ] |
| Прайм-таймовая премия «Эмми»            | Лучший сценарий драматического сериала                                                      | Дэвид Бениофф и Д. Б. Уайсс (за «Железный Трон») | Номинация | [ 121 ] |
| Прайм-таймовая творческая премия «Эмми» | Лучший кастинг в драматическом сериале                                                      | Нина Голд, Роберт Стерн и Карла Строндж | Победа    | [ 121 ] |
| Прайм-таймовая творческая премия «Эмми» | Лучшая операторская работа в однокамерном сериале                                           | Джонатан Фримен (за «Железный Трон») | Номинация | [ 121 ] |
| Прайм-таймовая творческая премия «Эмми» | Выдающиеся творческие достижения в интерактивной программе в рамках сценарной программы     | «Fight for the Living: Beyond the Wall Virtual Reality Experience» | Номинация | [ 121 ] |
| Прайм-таймовая творческая премия «Эмми» | Лучшие костюмы в жанре фэнтези/научная фантастика                                           | Мишель Клэптон, Эмма О’Лафлин и Кейт О’Фаррелл (за «Колокола») | Победа    | [ 121 ] |
| Прайм-таймовая творческая премия «Эмми» | Лучшая приглашённая актриса в драматическом сериале                                         | Карис ван Хаутен (за «Долгая Ночь») | Номинация | [ 121 ] |
| Прайм-таймовая творческая премия «Эмми» | Лучшие причёски в однокамерном сериале                                                      | Кевин Александр, Кэндис Бэнкс, Никола Маунт и Розалия Кулора (за «Долгая Ночь») | Номинация | [ 121 ] |
| Прайм-таймовая творческая премия «Эмми» | Лучший дизайн начальных титров                                                              | Энгус Уолл, Кирк Шинтани, Шахана Хан, Иэн Руфасс и Рустам Хасанов | Победа    | [ 121 ] |
| Прайм-таймовая творческая премия «Эмми» | Лучший грим для однокамерного сериала                                                       | Джейн Уокер, Кэй Билк, Марианна Кириаку, Никола Мэтьюс и Памела Смит (за «Долгая Ночь») | Победа    | [ 121 ] |
| Прайм-таймовая творческая премия «Эмми» | Лучшая музыкальная композиция для сериала                                                   | Рамин Джавади (за «Долгая Ночь») | Победа    | [ 121 ] |
| Прайм-таймовая творческая премия «Эмми» | Лучшая художественная постановка однокамерного современного или фэнтези-сериала             | Дебора Райли, Пол Гирардани и Роб Кэмерон (за «Колокола») | Номинация | [ 121 ] |
| Прайм-таймовая творческая премия «Эмми» | Лучший протезированный грим для мини-сериала, сериала, телефильма или специальной программы | Эмма Фолкс, Пола Спатери, Хлоя Мьютон-Филлипс, Дункан Джарман, Пэтт Фоуд, Джон Элдред-Туби, Барри Гауэр и Сара Гауэр (за «Долгая Ночь»)                                                                                                  | Номинация | [ 121 ] |
| Прайм-таймовая творческая премия «Эмми» | Лучший монтаж однокамерного сериала                                                         | Кэти Вейланд (за «Железный Трон») | Номинация | [ 121 ] |
| Прайм-таймовая творческая премия «Эмми» | Лучший монтаж однокамерного сериала                                                         | Тим Портер (за «Долгая Ночь») | Победа    | [ 121 ] |
| Прайм-таймовая творческая премия «Эмми» | Лучший монтаж однокамерного сериала                                                         | Криспин Грин (за «Винтерфелл») | Номинация | [ 121 ] |
| Прайм-таймовая творческая премия «Эмми» | Лучший монтаж звука для одночасового комедийного или драматического сериала                 | Тим Киммел, Тим Хэндс, Пола Фэйрфилд, Брэдли С. Катона, Пол Беркович, Джон Мэттер, Дэвид Клоц, Бретт Восс, Джеффри Уилхойт и Дилан Т. Уилхойт (за «Долгая Ночь»)                                                                         | Победа    | [ 121 ] |
| Прайм-таймовая творческая премия «Эмми» | Лучшее сведение звука в одночасовом комедийном или драматическом сериале                    | Оннали Блэнк, Мэтью Уотерс, Саймон Керр, Дэнни Кроули и Ронан Хилл (за «Долгая Ночь») | Победа    | [ 121 ] |
| Прайм-таймовая творческая премия «Эмми» | Лучшие визуальные эффекты                                                                   | Джо Бауэр, Стив Куллбак, Адам Чейзен, Сэм Конуэй, Мохсен Мусави, Мартин Хилл, Тед Рэй, Патрик Тибериус Гелен и Томас Шелесни (за «Колокола»)                                                                                             | Победа    | [ 121 ] |
| Прайм-таймовая творческая премия «Эмми» | Лучшая постановка трюков в драматическом сериале, мини-сериале или телефильме               | Роули Ирлам | Победа    | [ 121 ] |